# Židovská obec Brno
Židovská obec Brno je náboženské a kulturní sdružení židovské komunity ve městě Brně a na jižní Moravě. Na svém území zajišťuje také instalaci a správu kamenů zmizelých.

## Historie
Historie židovského osídlení na území města Brna sahá nejméně do 13. století, do doby panování krále Přemysla Otakara II., kdy jsou první zmínky o židovském osídlení. Zdejší Židé se těšili ochraně panovníka. V polovině 14. století čítala komunita asi 1000 osob.
V roce 1454, kdy ve městě existovala židovská čtvrť v okolí dnešní Františkánské ulice se synagogou (v blízkosti kostela sv. Marie Magdaleny) a hřbitovem před hradbami (poblíž hlavního nádraží), však byli Židé z Brna vypovězeni a zdejší komunita zanikla. K tomu došlo v době aktivity mnicha Jan Kapistrána na Moravě. Jedním z jeho důsledků bylo vypovězení Židů z královských měst v době panování krále Ladislava Pohrobka. Židé se proto ve velkém počtu usídlili zejména v jihomoravském Mikulově, kde vznikla velká komunita, který se tak stal „hlavním židovským městem“ Moravy.
Zpět se začali Židé navracet v průběhu 19. století a silně ovlivnili architektonickou tvář města. Za nacistické okupace bylo z Brna a okolí více než 10 000 osob židovského původu deportováno do koncentračních táborů, z nichž se navrátilo méně než 700.
Brněnská kehila (židovská obec) byla oficiálně ustavena v roce 1859 a již roku 1860 představení obce povolali do Brna na pozici vrchního brněnského rabína (později moravského zemského rabína) Barucha Jakoba Placzka, kterou zastával až do roku 1905. První sídlo Židovské náboženské obce se nacházelo na dnešní třídě Kapitána Jaroše č. 31

## Budovy spjaté z židovskou obcí

### Synagogy

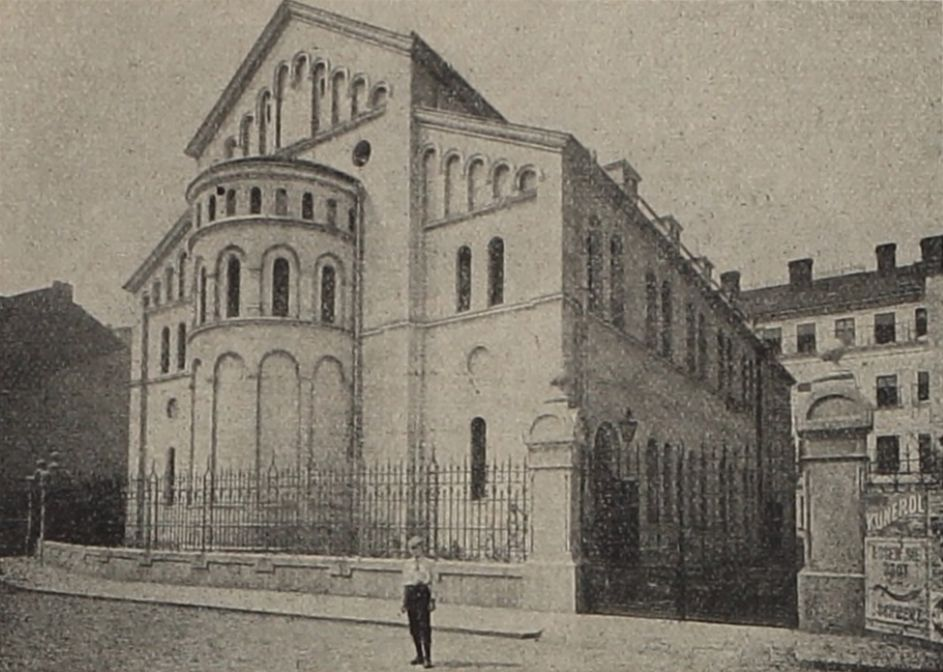
Nová synagoga

Na území města Brna vznikly v 19. a 20. století čtyři synagogy:
- Velká synagoga z roku 1855, vypálená nacisty v roce 1939
- Nová synagoga z roku 1906, zbořena v letech 1985–1986. Připomíná ji pamětní deska na domě v ulici Ponávka č. 8
- Polský templ z roku 1883, stával v Křenové ulici 22 do 20. let 20. století, asanován
- Synagoga Agudas achim, funkcionalistická stavba podle architekta Otto Eislera z let 1934–1936 je jediná zachovalá synagoga ve městě a nejmladší na Moravě a ve Slezsku. Zároveň je v současné době jedinou v rámci regionu, která slouží původnímu účelu. Nachází se v ulici Skořepka č. 13.

### Židovský hřbitov
Ve čtvrti Juliánov se nachází židovský hřbitov založený roku 1852. Na počátku 20. století sem byly přeneseny ostatky obětí pandemie španělské chřipky. V roce 1950 zde byl odhalen památník obětem holokaustu.

### Ostatní budovy

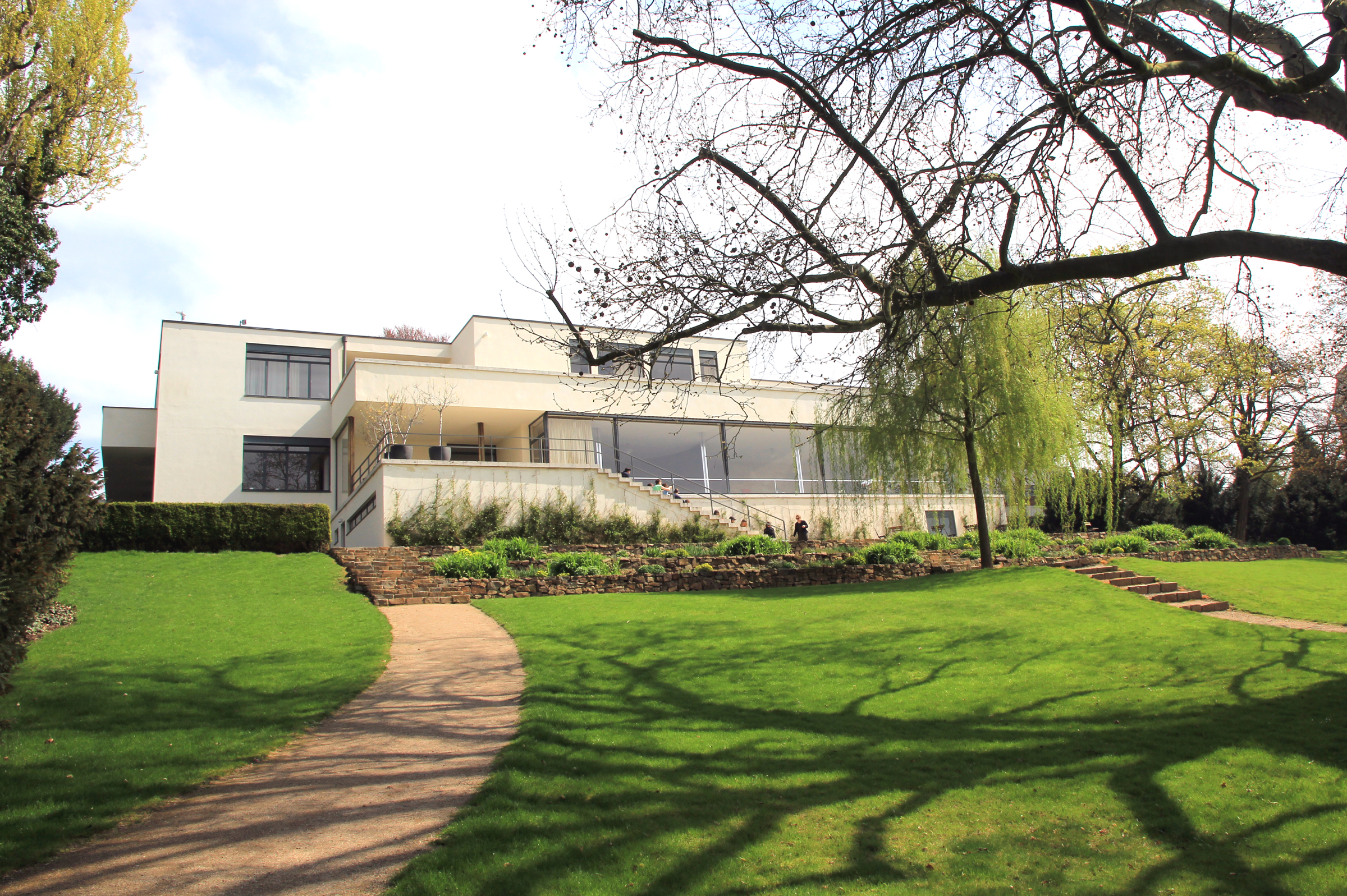
Vila Tugendhat

Do dnešních dnů se dochovalo někdejší sídlo Židovské náboženské obce na tř. Kpt. Jaroše 31, židovské gymnázium na Hybešově 43, starobinec na Štefánikově 54 a sportoviště Makkabi na Riviéře. Většina těchto objektů je v současné době převážně v držení jiných vlastníků a neslouží původnímu účelu.
Z dalších budov spojených se židovským obyvatelstvem Brna je nejvýznamnější funkcionalistická vila Tugendhat zapsaná na seznam Světového dědictví UNESCO, dosud stojí například Velká vila Ernsta Löw-Beera v Pisárkách či vila Löw-Beer ve čtvrti Černá Pole.

## Osobnosti spojené s židovským Brnem
- Hugo Haas, herec a režisér, bratr skladatele Pavla Haase
- Pavel Haas, hudební skladatel, bratr Huga Haase
- Gomperzové
  - Heinrich Gomperz, podnikatel, mecenáš umění
  - Theodor Gomperz (1832–1912), filosof
- Löw-Beerové, průmyslnická rodina
  - Alfred Löw-Beer (1872–1939), průmyslník, stavitel vily Tugendhat, textilní továrny v Brněnci, známou jako Schindlerova továrna
  - Grete Tugendhatová (1903–1970), rozená Löw-Beerová, dcera Alfreda Löw-Beera, manželka Fritze Tugendhata
- Fritz Tugendhat (1895–1958), obchodník, manžel Grety
- Ernst Tugendhat (1930–2023), filosof, syn Fritze a Grety Tugendhatových
- Moritz Fuhrmann, průmyslník, stavitel vily, později zvané Löw-Beerovy
- Otto Eisler (1893–1968), architekt, autor synagogy Agudas achim, přeživší holokaustu
- Alexander Neumann, architekt, působil též v Brně
- Hieronymus Lorm, vlastním jménem Heinrich Landesmann (1921–1902), hluchoslepý novinář a literát
- Jisra'el Bruna, rabín v 15. století
- Baruch Placzek, rabín
- Richard Feder, rabín
- Josef Nebehosteny, architekt
- Ludwig Blum, malíř
- Heinrich Blum (1894–1942), architekt, oběť holokaustu
- Ernst Weiss (1882–1940), lékař a spisovatel
- Julius Korngold, hudební kritik
- Erich Wolfgang Korngold (1897–1957), hudební skladatel
- Heinrich Wilhelm Ernst (1814–1865), houslový virtuos
- Anna Ticho (1894–1980), izraelská malířka
- Lorenz Padowetz, majitel paláce Padowetz
- Gertrude Kleinová, reprezentantka Československa ve stolním tenise
- Pavel Fried (1930–2019), konstruktér a manažer, vězeň KT Terezín, předseda brněnské židovské obce[2]
- Arnošt Goldflam (* 1946), herec, režisér, dramatik a spisovatel spjatý s Brnem
- Jajtelesové
  - Alois Isidor Jajteles (1794–1858), lékař, básník a spisovatel
  - Andreas Ludwig Jeitteles (1799–1878), lékař, politik a spisovatel